# Astragalus dzebrailicus
Astragalus dzebrailicus är en ärtväxtart som beskrevs av Aleksandr Alfonsovitj Grossgejm. Astragalus dzebrailicus ingår i släktet vedlar, och familjen ärtväxter. Inga underarter finns listade i Catalogue of Life.